# فهرست فینال‌های جام جهانی باشگاه‌ها
جام جهانی باشگاه‌ها یک رقابت بین‌المللی فوتبال است که توسط فدراسیون بین‌المللی فوتبال (فیفا)، نهاد جهانی این ورزش برگزار می‌شود. این مسابقات برای اولین بار به عنوان مسابقات قهرمانی باشگاه‌های جهان ۲۰۰۰ برگزار شد. بین سال‌های ۲۰۰۱ و ۲۰۰۴ به دلایل مختلف، مهم‌تر از همه سقوط شریک بازاریابی فیفا برگزار نشد. پس از تغییر در فرمت که باعث شد مسابقات قهرمانی باشگاه‌های جهان با جام بین قاره‌ای ادغام شود، مسابقات در سال ۲۰۰۵ دوباره راه‌اندازی شد و نام فعلی خود را در فصل پس از آن انتخاب کرد.
فرمت فعلی این مسابقات که از زمان اصلاح این رقابت‌ها پیش از نسخه ۲۰۲۵ مورد استفاده قرار می‌گیرد، شامل ۳۲ تیم است که برای کسب عنوان قهرمانی در ورزشگاه‌های کشور میزبان رقابت می‌کنند؛ ۱۲ تیم از اروپا، ۶ تیم از آمریکای جنوبی، ۴ تیم از آسیا، ۴ تیم از آفریقا، ۴ تیم از آمریکای شمالی، مرکزی و کارائیب، ۱ تیم از اقیانوسیه و ۱ تیم از کشور میزبان. تیم‌ها در هشت گروه چهار تیمی قرار می‌گیرند که هر تیم سه بازی مرحله گروهی را به صورت نوبت‌گردشی انجام می‌دهد. دو تیم برتر هر گروه به مرحله حذفی راه پیدا می‌کنند که از مرحله یک هشتم نهایی شروع می‌شود و با فینال به پایان می‌رسد.
رئال مادرید رکورد بیشترین پیروزی را در اختیار دارد و از زمان آغاز به کار خود ۵ بار قهرمان این رقابت شده است. تیم‌های اسپانیا با ۸ برد، بیشترین قهرمانی را در این تورنمنت به دست آورده‌اند. اتحادیه فوتبال اروپا (یوفا) با پانزده عنوان قهرمانی توسط هشت باشگاه خود، موفق‌ترین کنفدراسیون این رقابت‌ها است.
قهرمان فعلی چلسی است که پس از پیروزی ۳–۰ مقابل پاری سن-ژرمن در فینال ۲۰۲۵، که در ورزشگاه متلایف در رادرفورد شرقی، نیوجرسی برگزار شد، دومین عنوان خود را به دست آورد.

## تاریخچه

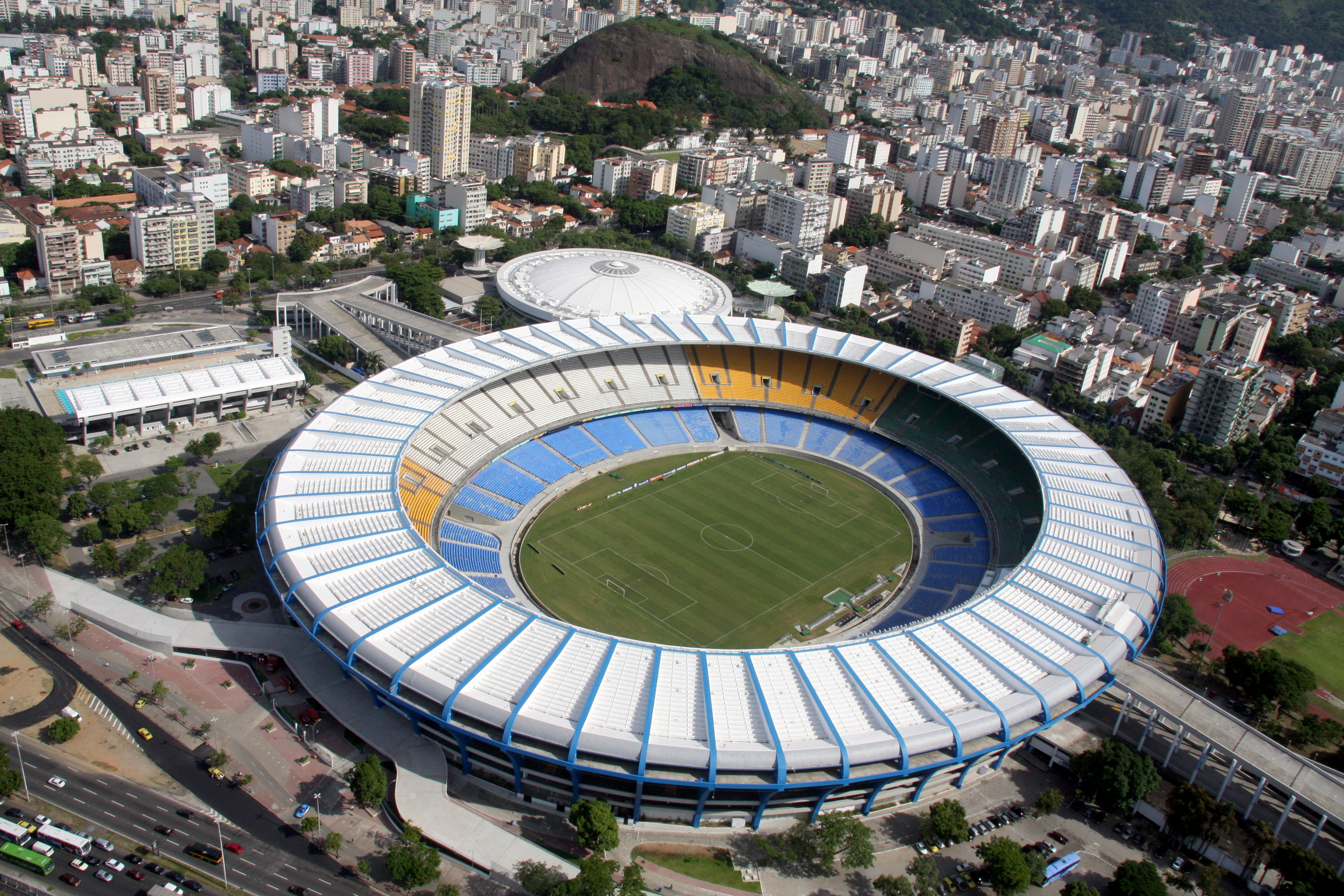
ورزشگاه ماراکانا در ریو دو ژانیرو، برزیل، میزبان اولین فینال مسابقات در سال ۲۰۰۰ بود.

اولین فینال این رقابت یک مسابقه تماماً برزیلی بود و همچنین تنها فینالی بود که یک طرف برتری خانگی داشت. واسکو دوگاما نتوانست از حمایت محلی خود استفاده کند و در ضربات پنالتی پس از تساوی ۰–۰ در وقت اضافه توسط کورینتیانس ۴–۳ شکست خورد. دومین دوره مسابقات برای اسپانیا در سال ۲۰۰۱ برنامه‌ریزی شده بود و قرار بود دوازده باشگاه در آن شرکت کنند. با این حال، در ۱۸ مه، به دلیل ترکیبی از عوامل، از جمله سقوط شریک بازاریابی فیفا، لغو شد. فیفا با تویوتا برای ادغام جام تویوتا و مسابقات قهرمانی باشگاه‌های جهان در یک رویداد به توافق رسید.
در نسخه ۲۰۰۵، باشگاه برزیلی سائو پائولو با شکست تیم عربستانی الاتحاد به فینال رسید. در فینال، یک گل مینیرو برای شکست لیورپول انگلیسی کافی بود. مینیرو اولین بازیکنی بود که در فینال جام باشگاه‌های جهان گلزنی کرد. اینترناسیونال توانست مدافع قهرمان جهان و آمریکای جنوبی، یعنی سائو پائولو را در فینال جام لیبرتادورس ۲۰۰۶ شکست داد تا برای مسابقات ۲۰۰۶ واجد شرایط شود. در نیمه نهایی، اینترناسیونال تیم الاهلی مصر را شکست داد و به دیدار نهایی مقابل بارسلونا از اسپانیا راه یافت. یک گل دیرهنگام از آدریانو گابریو باعث شد تا جام یک بار دیگر در برزیل باقی بماند.
در سال ۲۰۰۷ بود که سرانجام هژمونی برزیل شکسته شد. تیم ایتالیایی میلان در یک بازی نزدیک مقابل اوراوا رد دایموندز ژاپن که توسط بیش از ۶۷٬۰۰۰ هوادار در ورزشگاه بین‌المللی یوکوهاما تماشا شد، ۱–۰ پیروز شد تا به فینال برسد. در فینال، میلان تیم آرژانتینی بوکا جونیورز را با نتیجه ۴–۲ شکست داد. کاخا کالادزه گرجستانی از میلان در اولین بازیکنی بود که در فینال جام باشگاه‌های جهان اخراج شد. یازده دقیقه بعد، پابلو لدسما از بوکا جونیورز به کالادزه ملحق شد زیرا او نیز اخراج شد. سال بعد، منچستر یونایتد کار میلان را با شکست دادن حریف نیمه نهایی خود، گامبا اوساکای ژاپن با نتیجه ۵–۳ تقلید کرد. آنها باشگاه اکوادوری ال‌دی‌یو کیتو را با نتیجه ۱–۰ در فینال شکست دادند و این تیم انگلیسی دومین تیم اروپایی شد که برنده مسابقات شد.
بارسلونا توانست مدافع قهرمان جهان و اروپا، یعنی منچستر یونایتد را در فینال لیگ قهرمانان اروپا ۲۰۰۹ از سلطنت خلع کند تا برای جام باشگاه‌های جهان ۲۰۰۹ واجد شرایط شود. بارسلونا در نیمه نهایی باشگاه مکزیکی آتلانتی را ۳–۱ شکست داد و در فینال با استودیانتس از آرژانتین دیدار کرد. پس از یک رویارویی بسیار نزدیک که نیاز به وقت اضافه داشت، لیونل مسی با ضربه سر گلزنی کرد تا پیروزی بارسلونا را به ارمغان بیاورد و بیشترین جام در یک سال (۶ جام) را تکمیل کند. در نسخه ۲۰۱۰، مازمبه از جمهوری دموکراتیک کنگو اولین تیم غیر اروپایی و غیر آمریکایی جنوبی بود که به فینال رسید. این تیم در نیمه نهایی، اینترناسیونال برزیل را ۲–۰ شکست داد تا با اینتر میلان ایتالیا که تیم کره جنوبی سئونگنام ایلهوا چونما را ۳–۰ شکست داده بود دیدار کند. اینترناسیونال با همان نتیجه مازمبه را شکست داد تا پنجمین عنوان سال خود را کسب کند.
در سال ۲۰۱۱، بارسلونا یک بار دیگر قدرت خود را پس از پیروزی ۴–۰ در نیمه نهایی خود در برابر باشگاه السد قطر نشان داد. در فینال، بارسلونا با همان نتیجه برابر تیم برزیلی سانتوس پیروز شد. این نتیجه تا به امروز، بیشترین اختلاف گل توسط هر برنده مسابقه نسبت به نایب قهرمان است. نسخه ۲۰۱۲ شاهد پایان سلطه اروپا بود، زیرا کورینتیانس به ژاپن سفر کرد تا مانند بارسلونا، به ۲ قهرمانی در مسابقات برسد. در نیمه نهایی، الاهلی موفق شد تا نتیجه بازی را نزدیک نگه دارد زیرا پائولو گررو از کورینتیانس گلزنی کرد تا این تیم را به دومین فینال خود بفرستد. گررو یک بار دیگر برای کورینتیانس در فینال نقش نجات‌دهنده را داشت؛ زیرا کورینتیانس تیم انگلیسی چلسی را ۱–۰ شکست داد تا جام را به برزیل بازگرداند.

## فهرست فینال‌ها
ورزشگاه بین‌المللی یوکوهاما در ژاپن میزبان بیشتر فینال‌های جام باشگاه‌های جهان بوده است که شش بازی تعیین‌کننده عنوان قهرمانی در آن برگزار شده است. همراه با ورزشگاه ماراکانا، آن‌ها تنها مکان‌هایی در جهان هستند که هم فینال جام جهانی و هم فینال جام باشگاه‌های جهان را میزبانی کرده‌اند (ورزشگاه بین‌المللی یوکوهاما میزبان فینال جام جهانی فوتبال ۲۰۰۲ بود در حالی که بازی فینال جام جهانی فوتبال ۱۹۵۰ در ورزشگاه ماراکانا مورد مناقشه قرار گرفت). فینال مسابقات قهرمانی باشگاه‌های جهان ۲۰۰۰، پربازدیدترین فینال رقابت‌ها با ۷۳٬۰۰۰ هوادار در مسابقات برزیلی باقی مانده است. فینال همچنین تنها فینالی بود که شاهد دو باشگاه از یک کشور در آن بود. فینال ۲۰۲۱ با ۳۲٬۸۷۱ تماشاگر کمترین تماشاگر را داشت (بدون احتساب فینال ۲۰۲۰ که به دلیل دنیاگیری کووید-۱۹ تعداد صندلی‌ها محدود شده بود).
فینال ۲۰۰۷ رکورد بیشترین گل زده در وقت قانونی فینال جام جهانی باشگاه‌ها را با شش گل زده شده توسط پنج بازیکن در اختیار دارد، در حالی که فینال سال ۲۰۰۰ تنها فینال بدون گل باقی مانده است. فینال ۲۰۱۱ به نامتعادل‌ترین مسابقه این رقابت‌ها تبدیل شد و تیم پیروز با اختلاف چهار گل پیروز شد، نتیجه‌ای که دوازده سال بعد با فینال ۲۰۲۳ تکرار شد.
| dagger        | برنده توسط وقت اضافه مشخص شد    | برنده توسط وقت اضافه مشخص شد    | برنده توسط وقت اضافه مشخص شد    |
| double-dagger | برنده توسط ضربات پنالتی مشخص شد | برنده توسط ضربات پنالتی مشخص شد | برنده توسط ضربات پنالتی مشخص شد |

| فصل  | قهرمان   | قهرمان         | نتیجه | نایب قهرمان      | نایب قهرمان       | ورزشگاه                              | کشور میزبان         | تماشاگران | منابع                |
| فصل  | کشور     | باشگاه         | نتیجه | باشگاه           | کشور              | ورزشگاه                              | کشور میزبان         | تماشاگران | منابع                |
| ---- | -------- | -------------- | ----- | ---------------- | ----------------- | ------------------------------------ | ------------------- | --------- | -------------------- |
| ۲۰۰۰ | برزیل    | کورینتیانس     | ۰–۰   | واسکو دوگاما     | برزیل             | ورزشگاه ماراکانا، ریو دو ژانیرو      | برزیل               | ۷۳٬۰۰۰    | [ ۵ ] [ ۶ ] [ ۳۶ ]   |
| ۲۰۰۵ | برزیل    | سائو پائولو    | ۱–۰   | لیورپول          | انگلستان          | ورزشگاه بین‌المللی یوکوهاما، یوکوهاما | ژاپن                | ۶۶٬۸۲۱    | [ ۱۰ ] [ ۳۷ ] [ ۳۸ ] |
| ۲۰۰۶ | برزیل    | اینترناسیونال  | ۱–۰   | بارسلونا         | اسپانیا           | ورزشگاه بین‌المللی یوکوهاما، یوکوهاما | ژاپن                | ۶۷٬۱۲۸    | [ ۱۳ ] [ ۳۹ ] [ ۴۰ ] |
| ۲۰۰۷ | ایتالیا  | میلان          | ۴–۲   | بوکا جونیورز     | آرژانتین          | ورزشگاه بین‌المللی یوکوهاما، یوکوهاما | ژاپن                | ۶۸٬۲۶۳    | [ ۱۵ ] [ ۴۱ ] [ ۴۲ ] |
| ۲۰۰۸ | انگلستان | منچستر یونایتد | ۱–۰   | ال‌دی‌یو کیتو      | اکوادور           | ورزشگاه بین‌المللی یوکوهاما، یوکوهاما | ژاپن                | ۶۸٬۶۸۲    | [ ۱۷ ] [ ۴۳ ] [ ۴۴ ] |
| ۲۰۰۹ | اسپانیا  | بارسلونا       | ۲–۱   | استودیانتس       | آرژانتین          | ورزشگاه شهر ورزشی زاید، ابوظبی       | امارات متحده عربی   | ۴۳٬۰۵۰    | [ ۴۵ ] [ ۴۶ ] [ ۴۷ ] |
| ۲۰۱۰ | ایتالیا  | اینتر میلان    | ۳–۰   | تی‌پی مازمبه      | کنگو              | ورزشگاه شهر ورزشی زاید، ابوظبی       | امارات متحده عربی   | ۴۲٬۱۷۴    | [ ۲۶ ] [ ۴۸ ] [ ۴۹ ] |
| ۲۰۱۱ | اسپانیا  | بارسلونا       | ۴–۰   | سانتوس           | برزیل             | ورزشگاه بین‌المللی یوکوهاما، یوکوهاما | ژاپن                | ۶۸٬۱۶۶    | [ ۲۸ ] [ ۴۵ ] [ ۵۰ ] |
| ۲۰۱۲ | برزیل    | کورینتیانس     | ۱–۰   | چلسی             | انگلستان          | ورزشگاه بین‌المللی یوکوهاما، یوکوهاما | ژاپن                | ۶۸٬۲۷۵    | [ ۳۱ ] [ ۳۶ ] [ ۵۱ ] |
| ۲۰۱۳ | آلمان    | بایرن مونیخ    | ۲–۰   | الرجا کازابلانکا | مراکش             | ورزشگاه مراکش، مراکش                 | مراکش               | ۳۷٬۷۷۴    | [ ۵۲ ] [ ۵۳ ]        |
| ۲۰۱۴ | اسپانیا  | رئال مادرید    | ۲–۰   | سن لورنزو        | آرژانتین          | ورزشگاه مراکش، مراکش                 | مراکش               | ۳۸٬۳۴۵    |                      |
| ۲۰۱۵ | اسپانیا  | بارسلونا       | ۳–۰   | ریور پلاته       | آرژانتین          | ورزشگاه بین‌المللی یوکوهاما، یوکوهاما | ژاپن                | ۶۶٬۸۵۳    |                      |
| ۲۰۱۶ | اسپانیا  | رئال مادرید    | ۴–۲   | کاشیما آنتلرز    | ژاپن              | ورزشگاه بین‌المللی یوکوهاما، یوکوهاما | ژاپن                | ۶۸٬۷۴۲    |                      |
| ۲۰۱۷ | اسپانیا  | رئال مادرید    | ۱–۰   | گرمیو            | برزیل             | ورزشگاه شهر ورزشی زاید، ابوظبی       | امارات متحده عربی   | ۴۱٬۰۹۴    |                      |
| ۲۰۱۸ | اسپانیا  | رئال مادرید    | ۴–۱   | العین            | امارات متحدهٔ عربی | ورزشگاه شهر ورزشی زاید، ابوظبی       | امارات متحده عربی   | ۴۰٬۶۹۶    |                      |
| ۲۰۱۹ | انگلستان | لیورپول        | ۱–۰   | فلامینگو         | برزیل             | ورزشگاه بین‌المللی خلیفه، دوحه        | قطر                 | ۴۵٬۴۱۶    |                      |
| ۲۰۲۰ | آلمان    | بایرن مونیخ    | ۱–۰   | تیگرس اونال      | مکزیک             | ورزشگاه شهر آموزش، الریان            | قطر                 | ۷٬۴۱۱     | [ ۵۴ ]               |
| ۲۰۲۱ | انگلستان | چلسی           | ۲–۱   | پالمیراس         | برزیل             | ورزشگاه محمد بن زاید، ابوظبی         | امارات متحده عربی   | ۳۲٬۸۷۱    | [ ۵۵ ]               |
| ۲۰۲۲ | اسپانیا  | رئال مادرید    | ۵–۳   | الهلال           | عربستان سعودی     | ورزشگاه شاهزاده مولای عبدالله، رباط  | مراکش               | ۴۴٬۴۳۹    |                      |
| ۲۰۲۳ | انگلستان | منچستر سیتی    | ۴–۰   | فلومیننزه        | برزیل             | شهر ورزشی ملک عبدالله، جده           | عربستان سعودی       | ۵۲٬۶۰۱    |                      |
| ۲۰۲۵ | انگلستان | چلسی           | ۳–۰   | پاری سن-ژرمن     | فرانسه            | ورزشگاه متلایف، رادرفورد شرقی        | ایالات متحده آمریکا | ۸۱٬۱۱۸    |                      |

نکات
1. ↑  بازی بعد از ۱۲۰ دقیقه ۰–۰ شد. کورینتیانس در ضربات پنالتی ۴–۳ برنده شد.
2. ↑  نتیجه بعد از ۹۰ دقیقه ۱–۱ بود.
3. ↑  نتیجه بعد از ۹۰ دقیقه ۲–۲ بود.
4. ↑  نتیجه بعد از ۹۰ دقیقه ۰–۰ بود.
5. ↑  نتیجه بعد از ۹۰ دقیقه ۱–۱ بود.

## آمار

### بر پایه باشگاه
رئال مادرید با ۵ قهرمانی، بیشترین عنوان را در اختیار دارد. کورینتیانس تنها تیمی بود که به عنوان میزبان مسابقات توانست عنوان قهرمانی را بدست بیاورد.
| باشگاه         | قهرمانی | نایب قهرمانی | سال‌های قهرمانی               | سال‌های نایب قهرمانی |
| -------------- | ------- | ------------ | ---------------------------- | ------------------- |
| رئال مادرید    | ۵       | ۰            | ۲۰۱۴، ۲۰۱۶، ۲۰۱۷، ۲۰۱۸، ۲۰۲۲ | —                   |
| بارسلونا       | ۳       | ۱            | ۲۰۰۹، ۲۰۱۱، ۲۰۱۵             | ۲۰۰۶                |
| کورینتیانس     | ۲       | ۰            | ۲۰۰۰، ۲۰۱۲                   | —                   |
| بایرن مونیخ    | ۲       | ۰            | ۲۰۱۳، ۲۰۲۰                   | —                   |
| چلسی           | ۲       | ۱            | ۲۰۲۱، ۲۰۲۵                   | ۲۰۱۲                |
| لیورپول        | ۱       | ۱            | ۲۰۱۹                         | ۲۰۰۵                |
| سائو پائولو    | ۱       | ۰            | ۲۰۰۵                         | —                   |
| اینترناسیونال  | ۱       | ۰            | ۲۰۰۶                         | —                   |
| میلان          | ۱       | ۰            | ۲۰۰۷                         | —                   |
| منچستر یونایتد | ۱       | ۰            | ۲۰۰۸                         | —                   |
| اینتر میلان    | ۱       | ۰            | ۲۰۱۰                         | —                   |
| منچستر سیتی    | ۱       | ۰            | ۲۰۲۳                         | —                   |
| واسکو دوگاما   | ۰       | ۱            | —                            | ۲۰۰۰                |
| بوکا جونیورز   | ۰       | ۱            | —                            | ۲۰۰۷                |
| ال‌دی‌یو کیتو    | ۰       | ۱            | —                            | ۲۰۰۸                |
| استودیانتس     | ۰       | ۱            | —                            | ۲۰۰۹                |
| تی‌پی مازمبه    | ۰       | ۱            | —                            | ۲۰۱۰                |
| سانتوس         | ۰       | ۱            | —                            | ۲۰۱۱                |
| الرجا          | ۰       | ۱            | —                            | ۲۰۱۳                |
| سن لورنسو      | ۰       | ۱            | —                            | ۲۰۱۴                |
| ریور پلاته     | ۰       | ۱            | —                            | ۲۰۱۵                |
| کاشیما آنتلرز  | ۰       | ۱            | —                            | ۲۰۱۶                |
| گرمیو          | ۰       | ۱            | —                            | ۲۰۱۷                |
| العین          | ۰       | ۱            | —                            | ۲۰۱۸                |
| فلامینگو       | ۰       | ۱            | —                            | ۲۰۱۹                |
| تیگرس اونال    | ۰       | ۱            | —                            | ۲۰۲۰                |
| پالمیراس       | ۰       | ۱            | —                            | ۲۰۲۱                |
| الهلال         | ۰       | ۱            | —                            | ۲۰۲۲                |
| فلومیننزه      | ۰       | ۱            | —                            | ۲۰۲۳                |
| پاری سن-ژرمن   | ۰       | ۱            | —                            | ۲۰۲۵                |

### بر پایه کشور
لا لیگا اسپانیا با ۸ عنوان قهرمانی، موفق‌ترین لیگ ملی این رقابت‌ها است. سری آ برزیل چهار عنوان قهرمانی دارد، در حالی که لیگ برتر انگلیس با سه قهرمانی سوم است. سری آ ایتالیا و بوندسلیگا آلمان هر کدام با دو قهرمانی در رده چهارم قرار دارند. سری آ و بوندسلیگا تنها لیگ‌های ملی شکست ناپذیری هستند که قهرمان مسابقات شده‌اند. لیگ برتر آرژانتین این افتخار را دارد که بیشترین باخت فینال‌ها را بدون کسب عنوان قهرمانی جهان با چهار شکست دارد.
| کشور              | قهرمانی | نایب قهرمانی | فینالیست |
| ----------------- | ------- | ------------ | -------- |
| اسپانیا           | ۸       | ۱            | ۹        |
| انگلستان          | ۵       | ۲            | ۷        |
| برزیل             | ۴       | ۶            | ۱۰       |
| ایتالیا           | ۲       | ۰            | ۲        |
| آلمان             | ۲       | ۰            | ۲        |
| آرژانتین          | ۰       | ۴            | ۴        |
| کنگو              | ۰       | ۱            | ۱        |
| اکوادور           | ۰       | ۱            | ۱        |
| مراکش             | ۰       | ۱            | ۱        |
| ژاپن              | ۰       | ۱            | ۱        |
| امارات متحدهٔ عربی | ۰       | ۱            | ۱        |
| مکزیک             | ۰       | ۱            | ۱        |
| عربستان سعودی     | ۰       | ۱            | ۱        |
| فرانسه            | ۰       | ۱            | ۱        |

### بر پایه کنفدراسیون
| کنفدراسیون | قهرمانی | نایب قهرمانی |
| ---------- | ------- | ------------ |
| یوفا       | ۱۶      | ۳            |
| کونمبول    | ۴       | ۱۱           |
| ای‌اف‌سی     | —       | ۳            |
| کاف        | —       | ۲            |
| کونکاکاف   | —       | ۱            |

### بر پایه سرمربی
| سرمربی            | قهرمانی | نایب قهرمانی | سال‌های قهرمانی         | سال‌های نایب قهرمانی |
| ----------------- | ------- | ------------ | ---------------------- | ------------------- |
| پپ گواردیولا      | ۴       | ۰            | ۲۰۰۹، ۲۰۱۱، ۲۰۱۳، ۲۰۲۳ | —                   |
| کارلو آنچلوتی     | ۳       | ۰            | ۲۰۰۷، ۲۰۱۴، ۲۰۲۲       | —                   |
| زین‌الدین زیدان    | ۲       | ۰            | ۲۰۱۶، ۲۰۱۷             | —                   |
| رافائل بنیتز      | ۱       | ۲            | ۲۰۱۰                   | ۲۰۰۵، ۲۰۱۲          |
| لوییس انریکه      | ۱       | ۱            | ۲۰۱۵                   | ۲۰۲۵                |
| اسوالدو د الیویرا | ۱       | ۰            | ۲۰۰۰                   | —                   |
| پائولو آتوئوری    | ۱       | ۰            | ۲۰۰۵                   | —                   |
| آبل براگا         | ۱       | ۰            | ۲۰۰۶                   | —                   |
| الکس فرگوسن       | ۱       | ۰            | ۲۰۰۸                   | —                   |
| تیته              | ۱       | ۰            | ۲۰۱۲                   | —                   |
| سانتیاگو سولاری   | ۱       | ۰            | ۲۰۱۸                   | —                   |
| یورگن کلوپ        | ۱       | ۰            | ۲۰۱۹                   | —                   |
| هانسی فلیک        | ۱       | ۰            | ۲۰۲۰                   | —                   |
| توماس توخل        | ۱       | ۰            | ۲۰۲۱                   | —                   |
| انزو مارسکا       | ۱       | ۰            | ۲۰۲۵                   | —                   |
| ادگاردو بائوسا    | ۰       | ۲            | —                      | ۲۰۰۸، ۲۰۱۴          |
| آنتونیو لوپز      | ۰       | ۱            | —                      | ۲۰۰۰                |
| فرانک ریکارد      | ۰       | ۱            | —                      | ۲۰۰۶                |
| میگوئل آنخل روسو  | ۰       | ۱            | —                      | ۲۰۰۷                |
| آلخاندرو سابه‌یا   | ۰       | ۱            | —                      | ۲۰۰۹                |
| لامین ندایه       | ۰       | ۱            | —                      | ۲۰۱۰                |
| موریسی رامالو     | ۰       | ۱            | —                      | ۲۰۱۱                |
| فوزی البنزرتی     | ۰       | ۱            | —                      | ۲۰۱۳                |
| مارچلو گالاردو    | ۰       | ۱            | —                      | ۲۰۱۵                |
| ماساتادا ایشیی    | ۰       | ۱            | —                      | ۲۰۱۶                |
| ریناتو گوچو       | ۰       | ۱            | —                      | ۲۰۱۷                |
| زوران مامیچ       | ۰       | ۱            | —                      | ۲۰۱۸                |
| ژرژه ژسوس         | ۰       | ۱            | —                      | ۲۰۱۹                |
| ریکاردو فرتی      | ۰       | ۱            | —                      | ۲۰۲۰                |
| آبل فریرا         | ۰       | ۱            | —                      | ۲۰۲۱                |
| رامون دیاز        | ۰       | ۱            | —                      | ۲۰۲۲                |
| فرناندو دینیز     | ۰       | ۱            | —                      | ۲۰۲۳                |